# Чула-Віста (округ Маверік, Техас)
Чула-Віста (англ. Chula Vista) — переписна місцевість (CDP) в США, в окрузі Маверік штату Техас. Населення — 5100 осіб (2020).

## Географія
Чула-Віста розташована за координатами 28°39′26″ пн. ш. 100°25′29″ зх. д. / 28.65722° пн. ш. 100.42472° зх. д. (28.657188, -100.424650).  За даними Бюро перепису населення США в 2010 році переписна місцевість мала площу 8,62 км², з яких 8,56 км² — суходіл та 0,06 км² — водойми.

## Демографія
Згідно з переписом 2010 року, у селищі мешкало 3818 осіб у 954 домогосподарствах у складі 874 родин. Густота населення становила 443 особи/км².  Було 1103 помешкання (128/км²).
Расовий склад населення:
| - 97,4 % — білих - 0,5 % — чорних або афроамериканців - 0,4 % — корінних американців - 1,4 % — осіб інших рас |

До двох чи більше рас належало 0,3 %. Частка іспаномовних становила 97,5 % від усіх жителів.
За віковим діапазоном населення розподілялося таким чином: 38,4 % — особи молодші 18 років, 55,0 % — особи у віці 18—64 років, 6,6 % — особи у віці 65 років та старші. Медіана віку мешканця становила 26,0 року. На 100 осіб жіночої статі у селищі припадало 92,9 чоловіків;  на 100 жінок у віці від 18 років та старших — 92,2 чоловіків також старших 18 років.
Середній дохід на одне домашнє господарство  становив 32 424 долари США (медіана — 19 583), а середній дохід на одну сім'ю — 37 714 долари (медіана — 24 223). Медіана доходів становила 29 188 доларів для чоловіків та 22 865 доларів для жінок. За межею бідності перебувало 34,3 % осіб, у тому числі 53,4 % дітей у віці до 18 років та 39,9 % осіб у віці 65 років та старших.
Цивільне працевлаштоване населення становило 905 осіб. Основні галузі зайнятості: освіта, охорона здоров'я та соціальна допомога — 21,1 %, роздрібна торгівля — 14,7 %, сільське господарство, лісництво, риболовля — 14,3 %.